# 古谷田奈月
古谷田 奈月（こやた なつき、1981年〈昭和56年〉10月5日 - ）は、日本の小説家。千葉県我孫子市出身。日本放送協会学園高等学校（現在のNHK学園高等学校）、二松学舎大学文学部国文学科卒業。

## 経歴
2013年、「今年の贈り物」で第25回日本ファンタジーノベル大賞を受賞し、同作を『星の民のクリスマス』と改題しデビューした。2017年、『リリース』で第30回三島由紀夫賞候補となり、第34回織田作之助賞を受賞した。2018年、「無限の玄」で第31回三島由紀夫賞を受賞し、「風下の朱」で第159回芥川龍之介賞候補となり、『望むのは』で第17回センス・オブ・ジェンダー賞大賞を受賞し、『無限の玄/風下の朱』で第40回野間文芸新人賞候補となった。2019年、『神前酔狂宴』で第41回野間文芸新人賞を受賞した。2023年、『フィールダー』で第8回渡辺淳一文学賞を受賞した。

## 作品リスト

### 単行本
- 『星の民のクリスマス』（2013年11月、新潮社）
- 『ジュンのための6つの小曲』（2014年11月、新潮社 / 2017年9月、新潮文庫nex）
- 『リリース』（2016年10月、光文社 / 2018年10月、光文社文庫）
- 『望むのは』（2017年8月、新潮社）
- 『無限の玄/風下の朱』（2018年7月、筑摩書房 / 2022年9月、ちくま文庫）
  - 「無限の玄」（『早稲田文学増刊 女性号』、2017年9月）
  - 「風下の朱」（『早稲田文学』2018年初夏号、2018年4月）
- 『神前酔狂宴』 （2019年7月、河出書房新社）
- 『フィールダー』（2022年8月、集英社 / 2025年7月、集英社文庫）

### 単行本未収録作品
- 「鳥目の弟」（『小説新潮』2014年1月号、新潮社）
- 「大粒のダイナ」（『小説新潮』2014年9月号、新潮社）
- 「橙子」（『たべるのがおそい』Vol.4、2017年10月、書肆侃侃房）
- 「できればドウを助けたいけど」（『新潮』2021年9月号、新潮社）
- 「うた子と獅子男」（『文藝』2025年夏季号、河出書房新社）